# Fiji Water
Pour les articles homonymes, voir Fiji (homonymie).
Fiji Water, ou eau Fiji (stylisé en FIJI water ou eau FIJI) est une marque d'eau de source en bouteille créée par l'entrepreneur canadien David Gilmour et actuellement détenue et exploitée par la société californienne The Wonderful Company. L'eau est embouteillée aux îles Fidji et provient d'un aquifère artésien situé à Viti Levu, plus grande île de l'archipel.

## Stratégie de marque

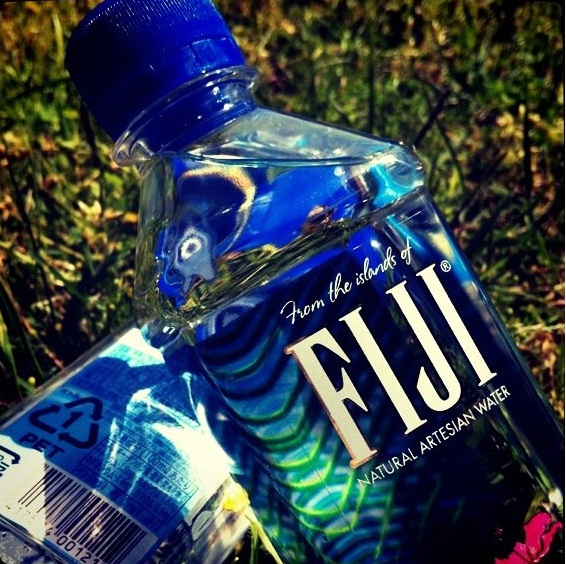
Bouteille d'eau Fiji de forme parallélépipédique caractéristique.

Le marketing du produit insiste sur le caractère artésien (nappe d'eau qui jaillit sous pression naturelle sans qu'il soit indispensable de la pomper) de la source depuis laquelle l'eau est embouteillée, qu'elle partage par exemple avec les trois fontaines d'eau de source publiques présentes à Paris.

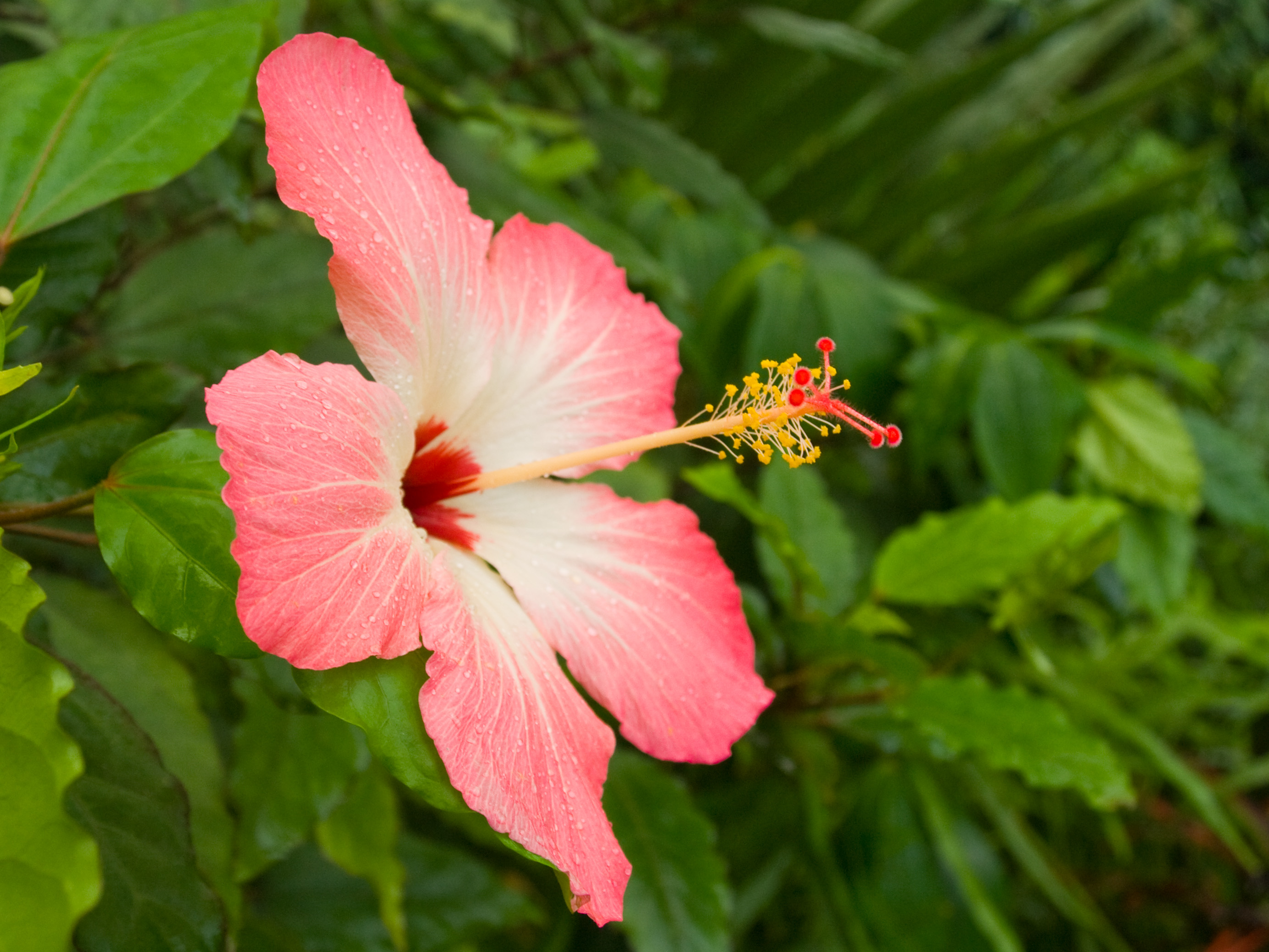
Fleur d'Hibiscus storckii, originaire des Fidji, qui inspire l'emballage des bouteilles d'eau Fiji.

L’origine « exotique » du produit (ex. son « goût de paradis ») est également mise en avant, notamment par la présence d'une fleur d'hibiscus rose de Chine sur son emballage, plante proche de l'hibiscus storckii, endémique des îles Fidji.

### Positionnement haut de gamme
De diffusion assez confidentielle en France, elle y est vendue à un prix élevé la positionnant comme un produit haut de gamme (ex. 3,33 € le litre en juin 2018 contre 0,17 € pour une eau de source française « Source des Pins » de la société SEMA.)
La forme parallélépipédique de sa bouteille en plastique lui permet de se distinguer des autres marques d'eau qui sont communément présentées dans des emballages cylindriques.

### Critiques sur le bilan environnemental et l'inclusion locale de l'entreprise aux Fidji

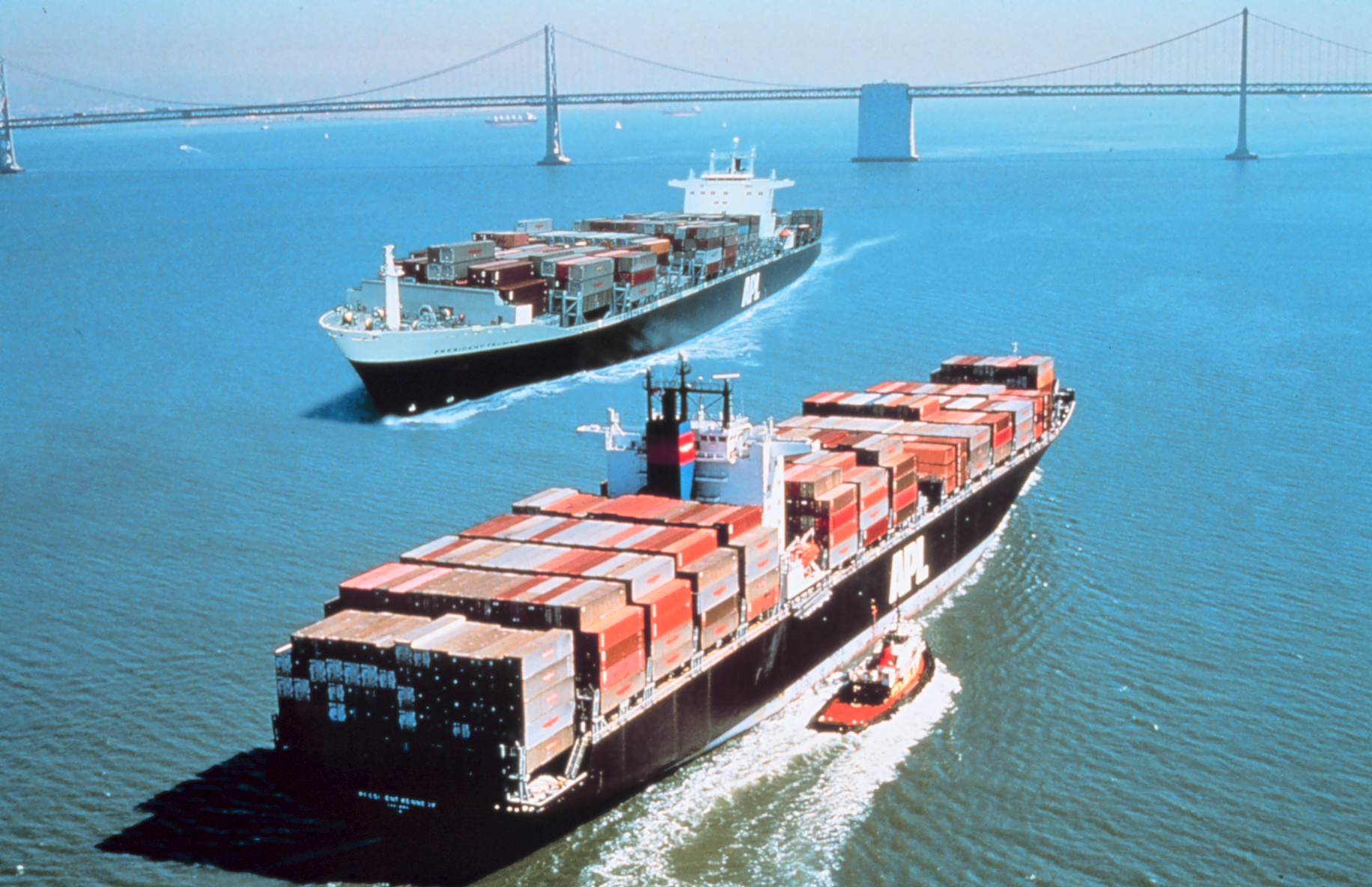
Porte-conteneurs en Californie

L'image du produit est cependant soumise à des critiques. Ainsi en 2017, l'entreprise Trivarga qui la commercialise en Suisse s'est vu décerner le « prix du transport absurde » en raison des 22 000 km de distance parcourus pour son importation, générant un rejet de CO2 12 000 fois plus important que l'eau du robinet.
À la fin des années 2000, le gouvernement de la République des Fidji s'est à plusieurs reprises opposé à l'entreprise dans l'objectif d'augmenter les prélèvements fiscaux auxquels il l’assujettissait. En représailles, Fiji Water a menacé de quitter l'île pour la Nouvelle-Zélande, projet qu'elle a abandonné après que le gouvernement fidjien a évoqué la possibilité de confier l'exploitation de la source à une autre société,,,,,,.

## Caractéristiques du produit
Présentée par la société qui l'exploite comme « l’eau la plus pure sur terre », des analyses, dont une interne, ont néanmoins montré la présence d'arsenic dans l'eau Fiji.
Selon un article du Daily Mail, l'eau Fiji, au même titre que les eaux Évian ou Volvic, est considérée comme l'une des eaux en bouteille présentant le moins de risques de favoriser le développement des caries dentaires en raison de son pH presque neutre.
Martin Riese, « sommelier de l'eau » allemand établi en Californie, conseille de consommer la Fiji Water au réveil « pour sa douceur. »

### Propriétés et composition analytique

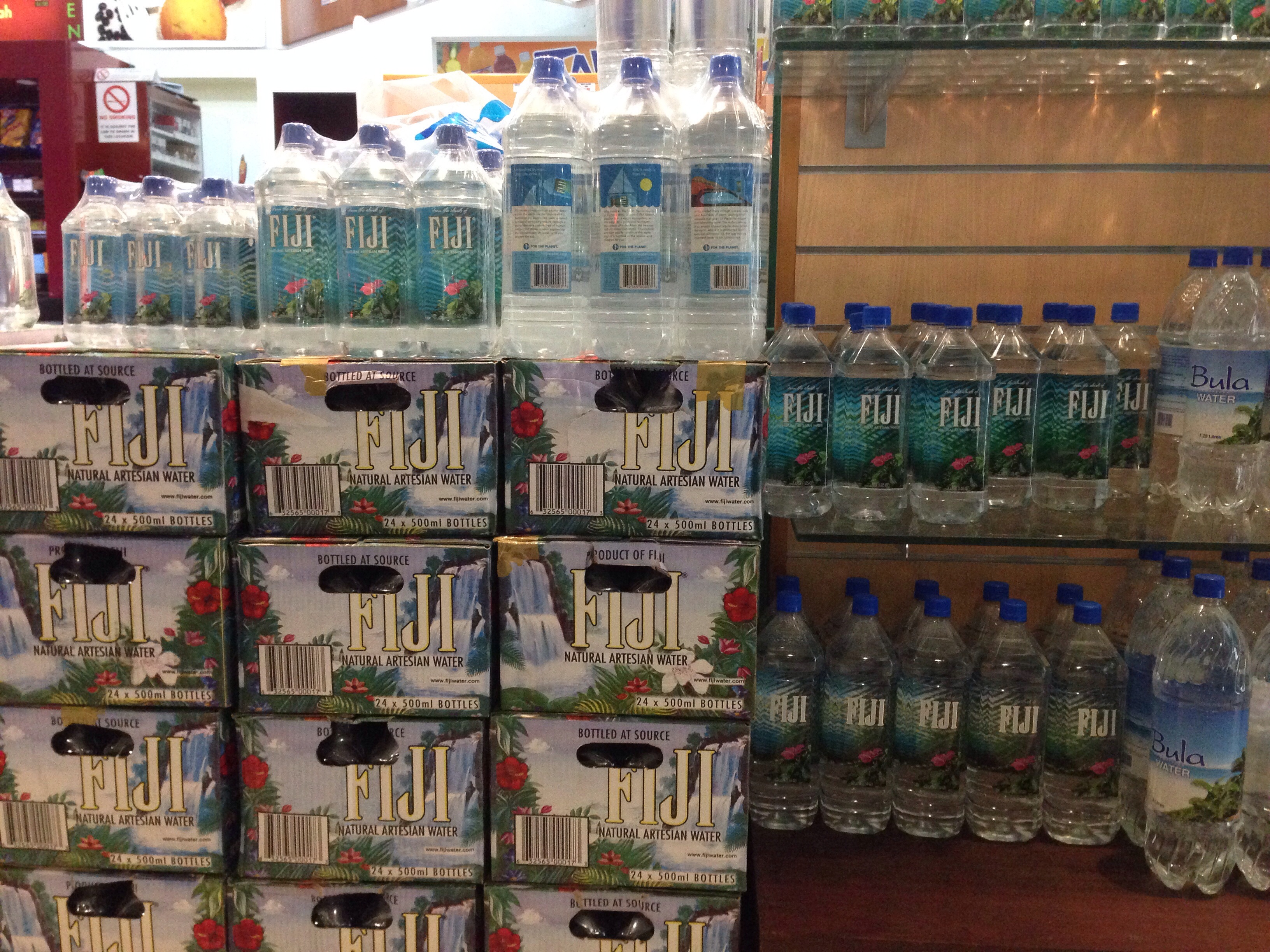
Bouteilles d'eau Fiji, en vente en 2013 dans la boutique d'un aéroport.

Propriétés physico-chimiques :
- Résidu sec à 180 °C : 223 mg/l/
- pH : 7,5

| Élément      | Formule | Teneur (mg/l) |
| ------------ | ------- | ------------- |
| Bicarbonates | HCO3−   | 140           |
| Calcium      | Ca2+    | 17            |
| Chlorures    | Cl−     | 8,6           |
| Magnésium    | Mg2+    | 13            |
| Nitrates     | NO3−    | 1             |
| Potassium    | K+      | 4,9           |
| Silice       | SiO2    | 85            |
| Sodium       | Na+     | 18            |